# Пренцлау
Пренцлау (њем. Prenzlau) град је у њемачкој савезној држави Бранденбург. Једно је од 34 општинска средишта округа Укермарк. Према процјени из 2010. у граду је живјело 20.285 становника. Посједује регионалну шифру (AGS) 12073452.

## Географски и демографски подаци
Пренцлау се налази у савезној држави Бранденбург у округу Укермарк. Град се налази на надморској висини од 30 метара. Површина општине износи 142,2 km². У самом граду је, према процјени из 2010. године, живјело 20.285 становника. Просјечна густина становништва износи 143 становника/km².

## Међународна сарадња
| Мјесто | Држава     | Врста сарадње | Од    |
| ------ | ---------- | ------------- | ----- |
|        | Русија     | партнерство   | 1997. |
|        | Пољска     | партнерство   | 1990. |
|        | Швајцарска | пријатељство  | 2000. |
| Извор  |            |               |       |